# Barnløshed
Barnløshed (eller i nogle sammenhænge barnløs) er en betegnelse for personer eller par der ikke har børn. 
Oftest bruges betegnelse om personer/par der er ufrivillig barnløse. Ufrivillig barnløshed rammer mellem hver syvende og hver sjette par hvor kvinden stadig befinder sig i den fødedygtige alder.

## Ufrugtbarhed

### Kvinde
I ca. 2 ud af 3 tilfælde grunder barnløsheden i frugtbarhedsproblemer hos kvinden. Sygdommen endometriose – hvor slimhindevæv fra livmoderen har revet sig løst og sat sig på andre af de indre kvindelige kønsorganer – er skyld i omkring 1 ud af 4 tilfælde. Andre årsager er manglende ægløsning, tillukket æggeledere, hormonforstyrrelser, mm.

### Mand
I en 1 ud af 3 tilfælde grunder barnløsheden problemer hos manden. Det kan være nedsat sædkvalitet, blokerede sædledere, mm.

## Forskning
Forskning (jfr. Trille Kristina Kjær et al Divorce or end of cohabitation among Danish women evaluated for fertility problems) viser, at de par, der efter endt fertilitetsbehandling stadig forbliver barnløse, har tre gange øget risiko for skilsmisse end par, der får børn efter fertilitetsbehandlingen.[kilde mangler]
I Danmark bliver flere og flere par infertile. En af årsager er, at de går for sent i gang med at få børn.